# Енциклопедія Криворіжжя
Енциклопедія Криворіжжя — регіональна енциклопедія. Охоплює тему історії та сьогодення, відомих людей Криворіжжя. Ілюстроване двотомне видання, формат А4, містить близько 20 тис. статей (гасел).
Керівник авторського проекту — криворізький журналіст Володимир Бухтіяров.
Авторський колектив: Володимир Балакін (науковий керівник), Олександр Степаненко, Олександр Мельник, Григорій Гусейнов та ін.